# Táo dại Siberi
Táo dại Siberi hay Sơn kinh tử (danh pháp hai phần: Malus baccata) là một loài thực vật thuộc chi Hải đường, họ Hoa hồng. Loài này được (L.) Borkh. miêu tả khoa học đầu tiên năm 1803.
Táo dại Siberi có nguồn gốc Đông Siberia, vùng Viễn Đông Nga, Mông Cổ, Trung Quốc, Hàn Quốc, Bhutan, Ấn Độ và Nepal, nơi nó được phổ biến rừng hỗn hợp trên sườn đồi ở độ cao lên đến 1500 mét. Nó được tìm thấy ở Nhật Bản, và nó cũng đã được du nhập vào Canada và Mỹ, nơi nó được chủ yếu được tìm thấy xung quanh Ngũ Đại Hồ.

## Hình ảnh

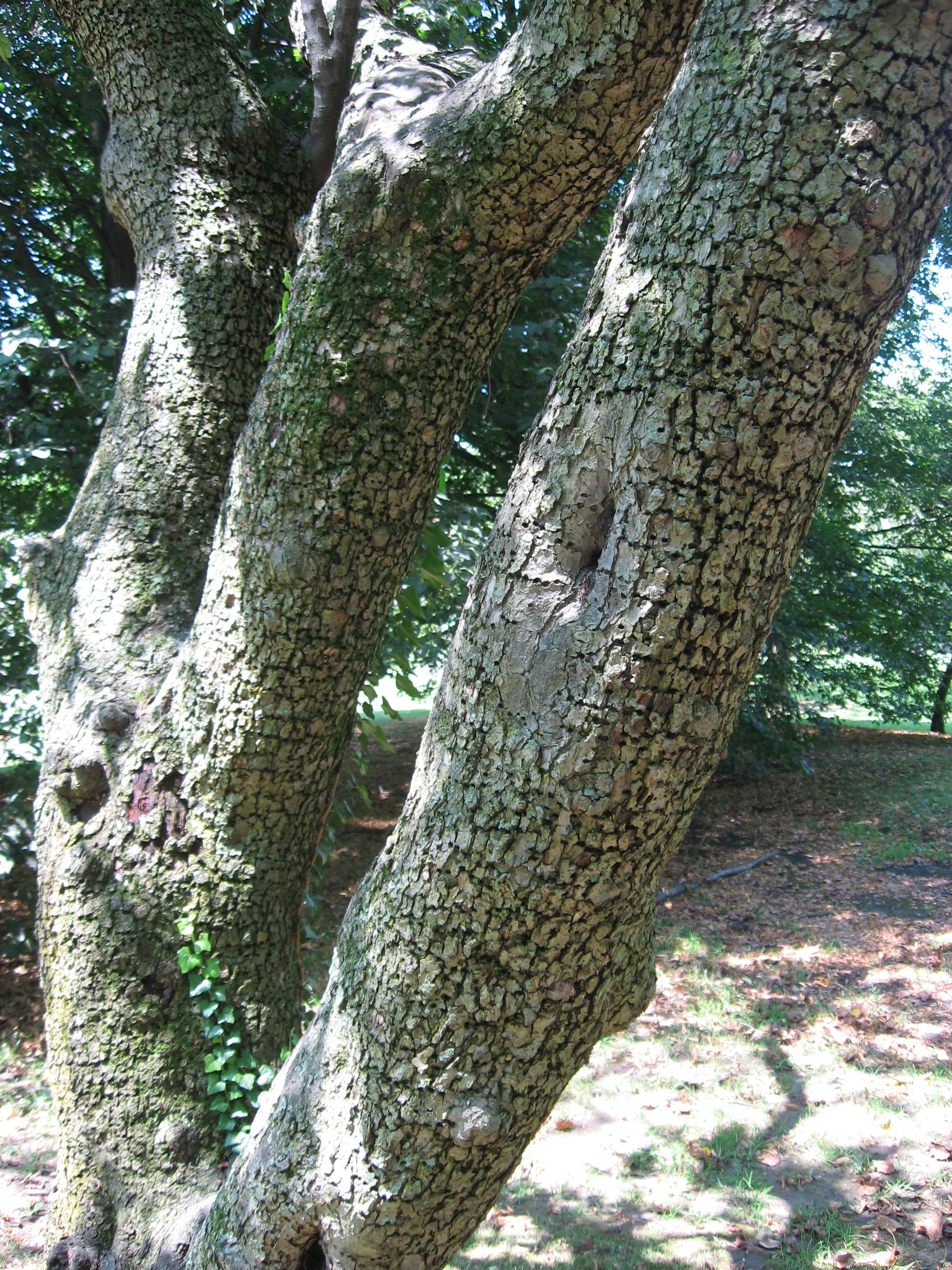
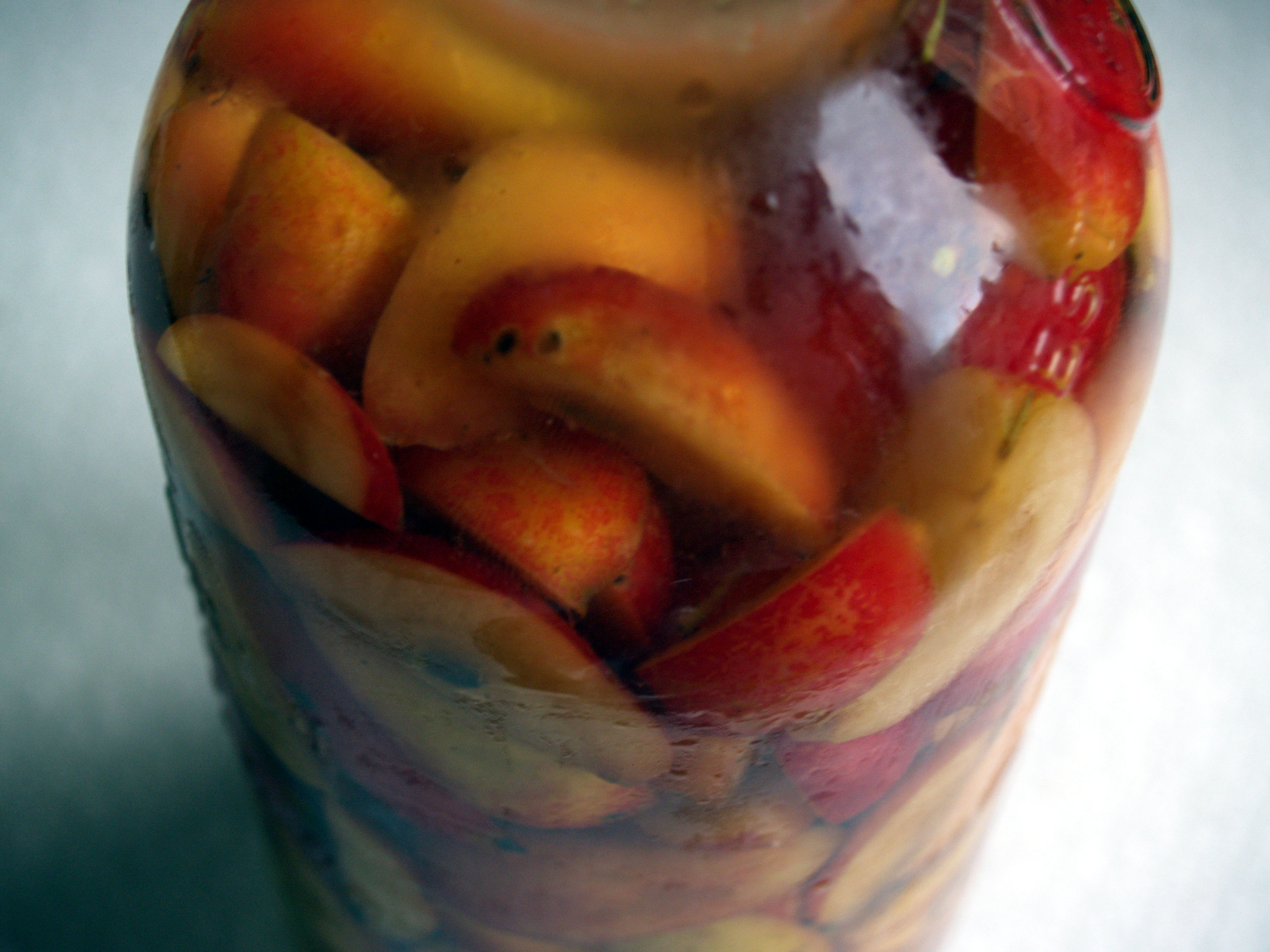
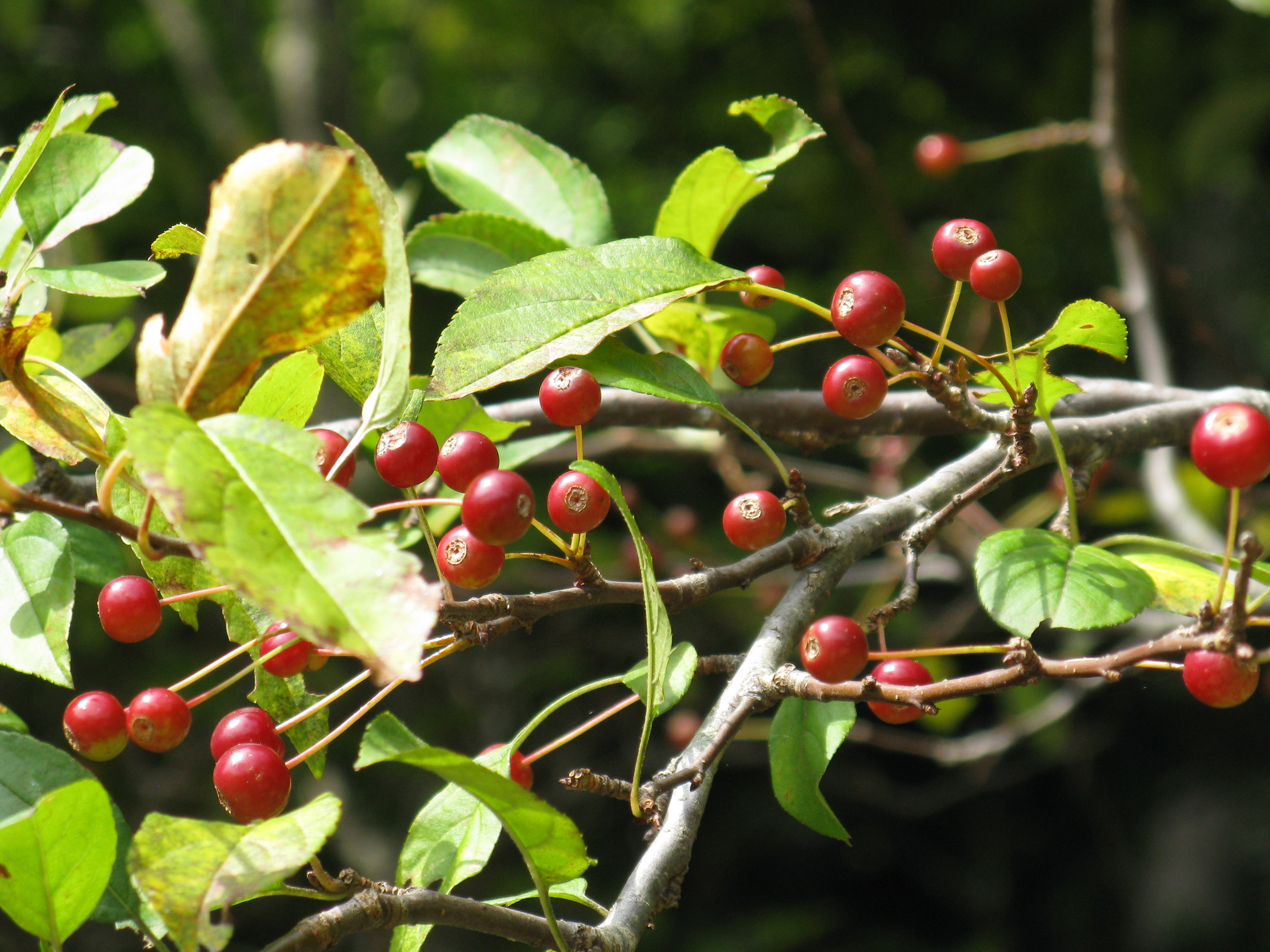
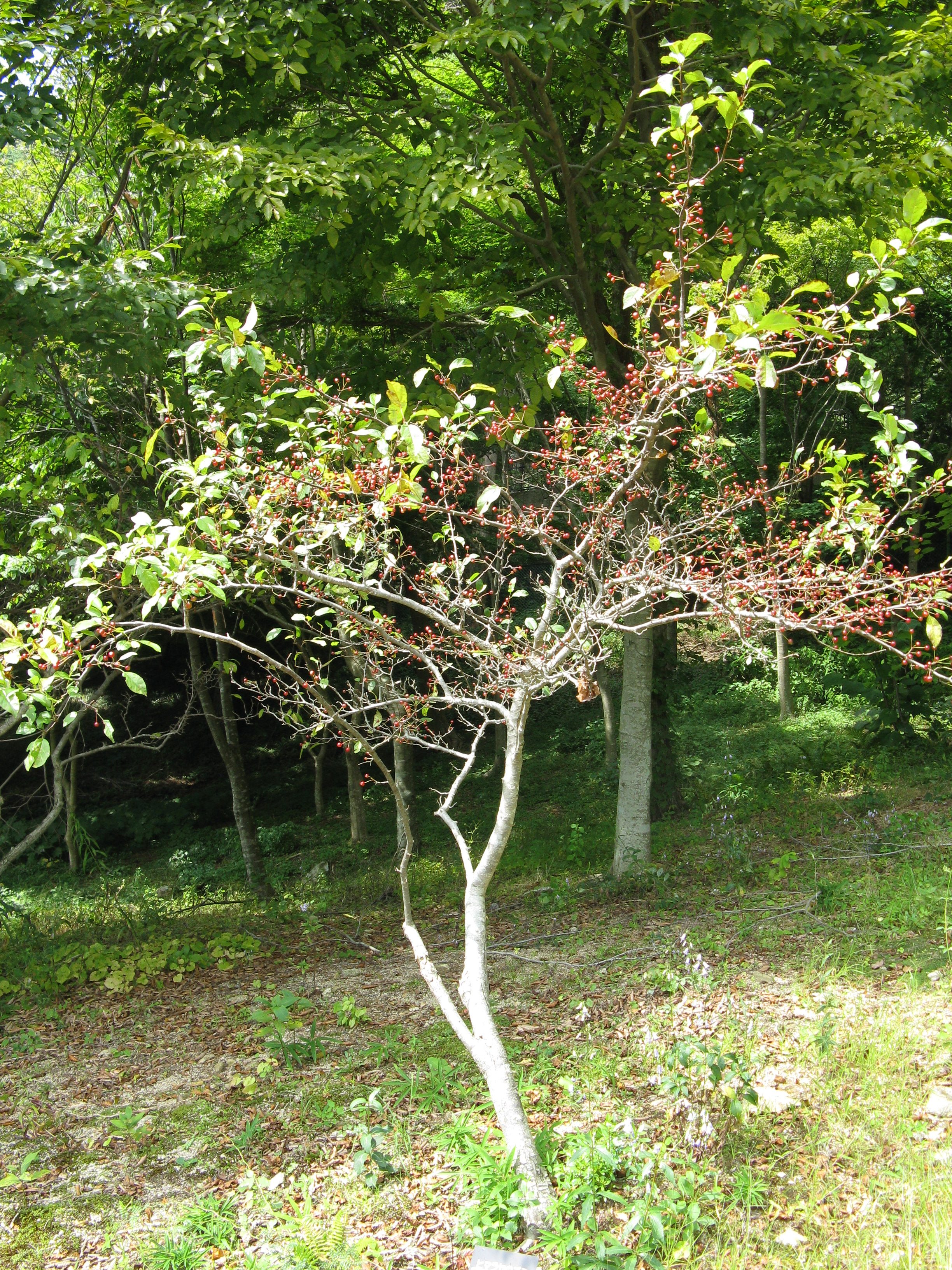
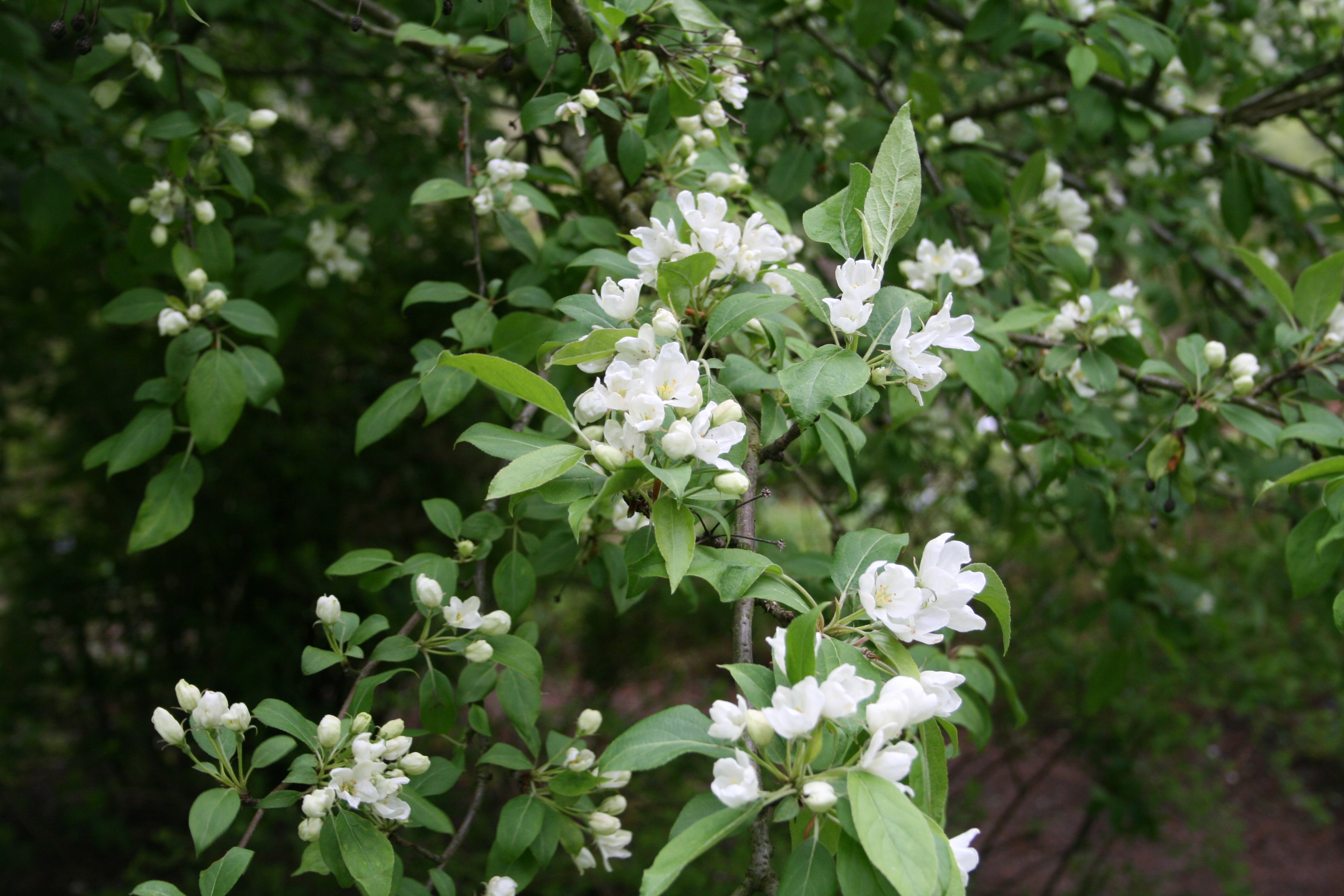
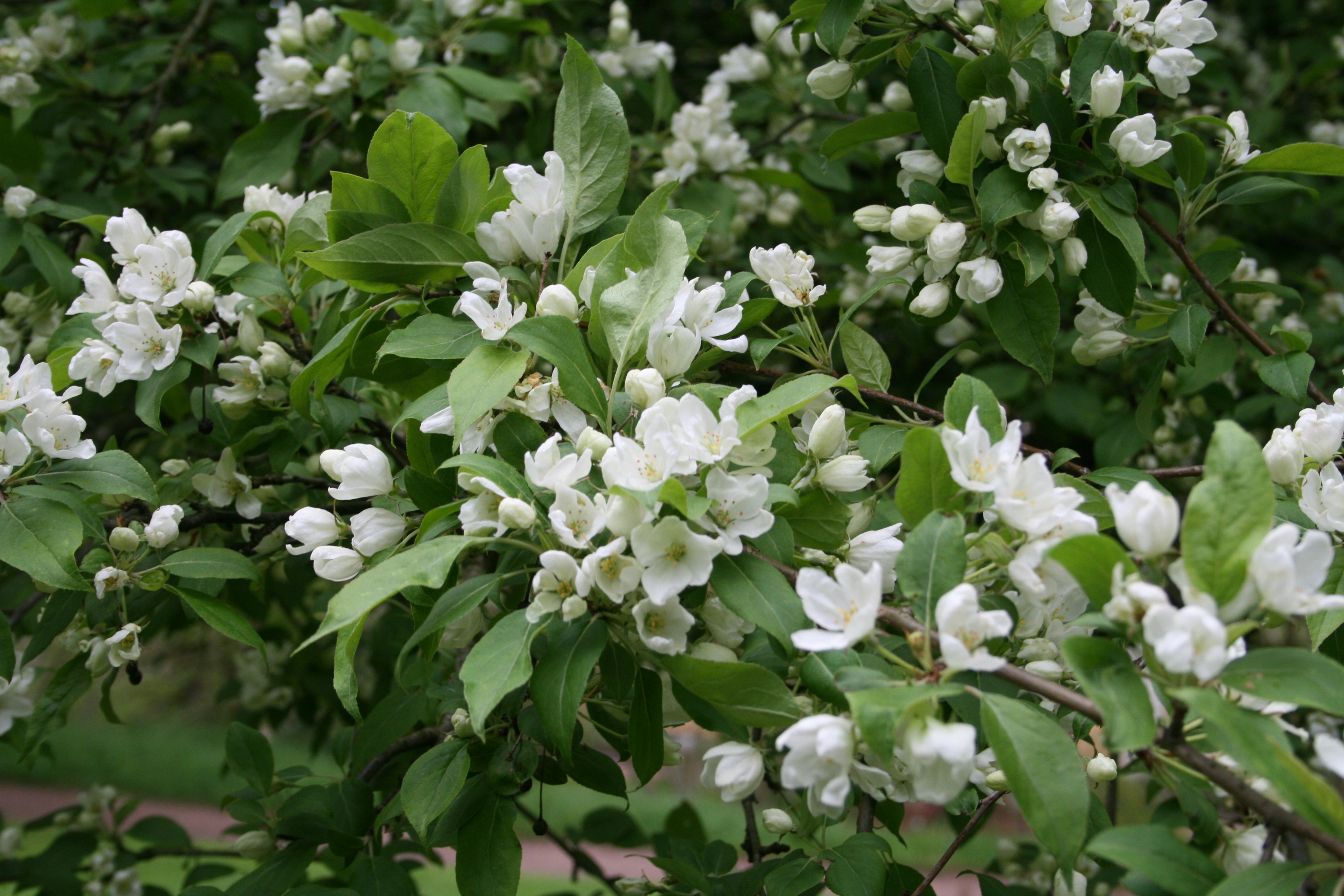